# Карригадрохид
Карригадрохид (англ. Carrigadrohid; ирл. Carraig an Droichid, «камень от моста») — деревня в Ирландии, находится в графстве Корк (провинция Манстер).
Рядом с деревней есть развалины одноимённого замка.
Население — 26 человек (по переписи 2006 года).